# Angelo Ferraris
Angelo Ferraris (fl. XX secolo) è stato un calciatore italiano.

## Carriera
Cresciuto nella Omegnese, passato al Monza dove ha contribuito alla promozione dei brianzoli in Prima Divisione nella stagione 1926-1927 con 22 presenze e 8 reti, ha disputato la stagione 1928-1929 con la maglia del Novara in Divisione Nazionale. Ha esordito in quella che era la massima categoria di quell'epoca il 4 novembre 1928 nella partita Novara-Roma (1-3). È poi ritornato al Monza nella stagione successiva, in tutto con il Monza allora con la casacca biancoceleste ha disputato 47 partite e realizzato 17 reti.

## Palmarès

### Club

#### Competizioni nazionali
- Seconda Divisione: 1

Monza: 1926-1927